# Gabriella Tucci
Gabriella Tucci (ur. 4 sierpnia 1929 w Rzymie, zm. 11 lipca 2020 tamże) – włoska śpiewaczka operowa, sopran.

## Życiorys
Studiowała w Akademii Muzycznej św. Cecylii w Rzymie, następnie uczyła się śpiewu u Leonardo Filoniego, który został jej mężem. Debiutowała na scenie w 1951 roku w Teatro del Giglio w Lukce rolą Violetty w Traviacie. W 1952 roku wygrała konkurs śpiewaczy w Spoleto i wystąpiła w tym mieście w roli Leonory w Mocy przeznaczenia. W 1955 roku odbyła podróż do Australii, w kolejnych latach śpiewała m.in. w San Francisco (1959), Covent Garden Theatre w Londynie (1960) i Teatrze Bolszoj w Moskwie (1964). Od 1959 do 1969 roku występowała w amfiteatrze w Weronie. W 1959 roku partią Mimi w Cyganerii debiutowała w mediolańskiej La Scali, gdzie w 1961 roku wzięła udział we włoskiej premierze Snu nocy letniej Benjamina Brittena. W 1960 roku rolą tytułową w Madame Butterfly debiutowała na scenie nowojorskiej Metropolitan Opera.
Do jej popisowych partii należały Mimi w Cyganerii, Eurydyka w Orfeuszu i Eurydyce, Aida w Aidzie, Violetta w Traviacie, Desdemona w Otellu, Elwira w Don Giovannim, Madeleine w Andrea Chénier, Amelia w Balu maskowym, Leonora w Trubadurze, Pani Ford w Falstaffie, Małgorzata w Fauście.
W latach 1983–1986 wykładała w szkole muzycznej przy Uniwersytecie Indiany w Bloomington.